# Столбов, Иван
Иван Столбов (род. 1978, Ленинград) — российский кларнетист, дирижёр, музыкальный педагог; солист симфонического оркестра Мариинского театра, преподаватель Санкт-Петербургского музыкального колледжа имени Н. А. Римского-Корсакова, лауреат международных конкурсов.

## Биография
Иван Столбов начал заниматься музыкой в возрасте 8 лет. Он получил высшее музыкальное образование в Санкт-Петербургской консерватории у Валерия Безрученко и Детмольдской высшей школе музыки у Ханса-Дитриха Клауса. В 1999 году Иван Столбов стал солистом симфонического оркестра Мариинского театра.
В качестве солиста Столбов выступал с оркестром Мариинского театра, оркестром Московской филармонии, Новосибирским симфоническим оркестром, симфоническим оркестром Санкт-Петербургской Капеллы, Токийским филармоническим оркестром и филармоническим оркестром Боготы. С 2007 года Столбов преподаёт в Санкт-Петербургском музыкальном колледже имени Н. А. Римского-Корсакова.
Иван Столбов — лауреат международного конкурса ARD в Мюнхене в составе духового квинтета, а также обладатель Гран-при Международного музыкального фестиваля в Новосибирске.
В качестве дирижёра сотрудничал и/или осуществлял аудиозаписи с симфоническим оркестром Мариинского театра, Санкт-Петербургским государственным академическим симфоническим оркестром, оркестром Музыкального театра Республики Карелия.
В 2019 году Иван Столбов вошёл в состав жюри телевизионного конкурса юных музыкантов «Щелкунчик».